# 新宿 - 静岡線
新宿 - 静岡線（しんじゅく - しずおかせん）とは、東京都渋谷区と静岡県静岡市を結ぶ高速バスである。

## 概要
首都圏と静岡市内を結ぶ座席指定制の直行便として、2007年（平成19年）4月に京王バスとJR東海バスが「渋谷・新宿ライナー静岡号」（しぶや・しんじゅくライナーしずおかごう）を、同年6月にJRバス関東としずてつジャストラインが「駿府ライナー号」（すんぷライナーごう）をそれぞれ運行開始した。
両路線はともに新宿と静岡を直結するものであったが、「駿府ライナー号」は新宿駅JR高速バスターミナル（新宿駅新南口）発（到着は新宿駅東口）で北街道を経由するのに対し、「渋谷・新宿ライナー静岡号」は新宿高速バスターミナル発着で渋谷に停車し静岡市内では南幹線を経由するなど異なる系統であった。
2016年（平成28年）4月4日より両系統ともバスタ新宿発となった。そして2017年（平成29年）4月1日より両系統が統合され、旧「駿府ライナー号」は「新宿・静岡号」、旧「渋谷・新宿ライナー静岡号」は「新宿 / 渋谷・静岡号」と案内されるようになった。

## 運行会社
- 京王バス（永福町営業所）
- ジェイアール東海バス（静岡支店）[注 1]
- ジェイアールバス関東（東京支店・佐野支店・諏訪支店）
- しずてつジャストライン（鳥坂営業所・丸子営業所）

## 運行経路および停車停留所
各系統とも首都圏内のみ、静岡市内のみの利用はできない。
| 停留所名                              | 新宿・静岡号 新宿 / 渋谷・静岡号 | 新宿・静岡号 新宿 / 渋谷・静岡号 | 新宿・静岡号 新宿 / 渋谷・静岡号 | 新宿・静岡号 新宿 / 渋谷・静岡号 | 備考                                        | 備考 |
| 停留所名                              | 北街道                           | 南幹線                           | 静岡IC                           | 日本平久能山SIC                  | 備考                                        | 備考 |
| ------------------------------------- | -------------------------------- | -------------------------------- | -------------------------------- | -------------------------------- | ------------------------------------------- | ---- |
| バスタ新宿（新宿駅新南口）            | ▼                                | ▼                                | ▼                                | ▼                                |                                             |      |
| 渋谷マークシティ                      | ∥                                | ▼                                | ▼                                | ▼                                |                                             |      |
| 池尻大橋                              | ◆                                | ｜                               | ｜                               | ｜                               |                                             |      |
| 東名江田                              | ▼                                | ▼                                | ▼                                | ▼                                |                                             |      |
| （東名高速道路）                      |                                  |                                  |                                  |                                  |                                             |      |
| 永楽町（下り） 高速バス永楽町（上り） | ▲                                | ∥                                | ∥                                | ∥                                |                                             |      |
| 押切                                  | ▲                                | ∥                                | ∥                                | ∥                                |                                             |      |
| 大内観音入口                          | ▲                                | ∥                                | ∥                                | ∥                                |                                             |      |
| 瀬名川西                              | ▲                                | ∥                                | ∥                                | ∥                                |                                             |      |
| 古庄                                  | ▲                                | ∥                                | ∥                                | ∥                                |                                             |      |
| 沓谷                                  | ▲                                | ∥                                | ∥                                | ∥                                |                                             |      |
| 三松                                  | ▲                                | ∥                                | ∥                                | ∥                                |                                             |      |
| 清水駅前                              | ∥                                | ▲                                | ∥                                | ∥                                |                                             |      |
| 桜橋駅前                              | ∥                                | ▲                                | ∥                                | ∥                                |                                             |      |
| 草薙一里山                            | ∥                                | ▲                                | ∥                                | ∥                                |                                             |      |
| 草薙駅南                              | ∥                                | ▲                                | ∥                                | ∥                                |                                             |      |
| 東静岡駅                              | ∥                                | ▲                                | ∥                                | ∥                                |                                             |      |
| 日本平久能山スマートIC入口            | ∥                                | ∥                                | ∥                                | ▲                                |                                             |      |
| 東名静岡                              | ∥                                | ∥                                | ▲                                | ∥                                |                                             |      |
| 中田三丁目                            | ∥                                | ∥                                | ▲                                | ▲                                |                                             |      |
| 新静岡                                | ▲                                | ∥                                | ◇                                | ▲                                | 両方向とも新静岡 → 静岡駅（北口）の順に停車 |      |
| 静岡駅（北口）                        | ▲                                | ▲                                | ▲                                | ▲                                | 両方向とも新静岡 → 静岡駅（北口）の順に停車 |      |

凡例
- ▼：下り乗車・上り降車のみ
- ▲：下り降車・上り乗車のみ
- ◇：上り乗車のみ
- ◆：上り降車のみ
- ｜：通過
- ∥：非経由

## 歴史
渋谷・新宿ライナー静岡号
- 2007年（平成19年）
  - 4月20日 - 新宿高速バスターミナル - 静岡駅北口間1日3往復で運行開始。JR東海バスの単独運行。
  - 7月1日 - 往復乗車券を設定。
  - 12月1日 - 1日4往復に増便。京王バス東が参入し1日あたり両社各2往復となる。東静岡駅南口まで路線延長、および静岡市内にバス停追加（中村町、中田三丁目、小黒二丁目東、東静岡駅南口）。
- 2008年（平成20年）7月19日 - 週末など繁忙期にJR東海バスが臨時便1往復運行開始。
- 2009年（平成21年）4月1日 - JR東海バスが1往復増便、5往復＋臨時1往復となる。上り4号と下り臨時101号は静岡駅発着となる。
- 2010年（平成22年）
  - 3月12日 - 京王バス東が1往復増便、京王3往復とJR東海バス3往復＋臨時1往復となる。
  - 4月1日 - 京王バスの予約サイト「ハイウェイバスドットコム」でも予約・購入の取り扱いを開始。
- 2011年（平成23年）
  - 2月1日 - 毎日9往復（JR東海バス5往復、京王4往復）に増便。一部便が静岡市内の中村町バス停と中田三丁目バス停を通過するようになる。
  - 4月1日 - 9往復のうち、3往復を静岡市内南幹線 - 清水駅西友前バス停経由にルート変更。
  - 10月13日 - 上り便（渋谷・新宿行）において用賀PAで東急田園都市線用賀駅への乗り継ぎサービスを開始（これに先立つ実証実験を2010年（平成22年）5月21日から2011年（平成23年）3月まで実施）。
  - 10月21日 - 週末・休日など繁忙期に限り、上りの始発繰り上げと下りの深夜便運行を京王が開始。
- 2012年（平成24年）
  - 4月1日 - 一部便の運行会社を変更。京王が清水系統便も担当するようになる。
  - 6月1日 - 繁忙期の上り始発と下り深夜便が清水駅経由で毎日運行になる。毎日10往復（JR・京王各5往復）。
- 2016年（平成28年）
  - 4月4日 - 新宿駅南口にバスタ新宿が開業。これに伴い定期便は同所からの発車に変更[1]。
  - 5月9日 - 新宿到着便の降車場所がバスタ新宿に変更[1]。

駿府ライナー号
- 2007年（平成19年）
  - 6月16日 - 1日6往復で運行開始。
  - 11月16日 - 上り便が池尻大橋に停車。
- 2008年（平成20年）11月1日 - JRバス関東担当便を1往復増便。
- 2009年（平成21年）4月1日 - 4往復増便、1日11往復となる。新静岡再開発事業に伴い、新静岡の乗降場所を北街道沿いに変更。静岡駅前停留所追加。
- 2011年（平成23年）
  - 2月1日 - 静岡市清水区内に永楽町バス停を新設。
  - 10月11日 - 新静岡バスターミナルの供用再開に伴いダイヤ改正。
  - 10月13日 - 上り便（新宿駅行）において用賀PAで東急田園都市線用賀駅への乗り継ぎサービスを開始（これに先立つ実証実験を2010年（平成22年）5月21日から2011年（平成23年）3月まで実施）。
- 2012年（平成24年）
  - 2月6日 - 一部便の運行時刻・運行会社変更。平日は1日13往復に減便。
  - 10月1日 - 新宿駅 / 東京駅 - （高速バス）永楽町・押切間で、「しみずライナー号」との共通乗車（往復割引適用）制度開始[2]。
- 2016年（平成28年）4月4日 - 新宿駅南口にバスタ新宿が開業。これに伴い乗降場所が同所に変更[3]。
- 2017年（平成29年）3月31日 - 「しみずライナー号」との共通乗車制度終了[4]。

新宿・静岡号、新宿 / 渋谷・静岡号
- 2017年（平成29年）4月1日 - 「駿府ライナー号」、「渋谷・新宿ライナー静岡号」を統合。これに伴い、静岡駅の発着場所が旧「渋谷・新宿ライナー静岡号」が発着していた13番のりばに統一[注 3]。また、新宿・静岡号の上りの始発が新静岡になる。あわせて新宿 / 渋谷・静岡号の直行便において東名静岡での乗降扱いを開始。新宿・静岡号の予約が、JR系列の高速バスネットに加えて京王系列のハイウェイバスドットコムでも可能になる[5][6]。
- 2018年（平成30年）3月23日 - 南幹線経由を除く上り便が新静岡駅始発となる。中村町バス停を廃止[7]。
- 2019年（令和元年）6月18日 - 運賃改定。東名向ヶ丘バス停を廃止[8][9][10]。
- 2020年（令和2年）
  - 2月17日 - 土日祝日および特定日運行便（1日2往復）を日本平久能山スマートIC経由に変更[11][注 4]。
  - 4月4日 - 新型コロナウイルスの影響により、この日より土日祝日および特定日運行便（2往復）が運休[12]。
  - 4月8日 - この日より8往復が運休（これによりしずてつジャストライン担当便は全便運休）[12]。
  - 4月11日 - この日より当面の間全便運休[12]。
- 2022年（令和4年）
  - 2月1日 - ダイヤ改正が実施され、北街道経由（旧・駿府ライナー号ルート）にJR東海バスと京王バス、南幹線経由（旧・渋谷新宿ライナー静岡号ルート）にJRバス関東としずてつジャストラインがそれぞれ運行を開始[13]。